# استبيان جودة الحياة لالتهاب المفصل الروماتويدي
استبيان جودة الحياة لالتهاب المفاصل الروماتويدي هوَ استبيان النتائج المبلغة من المريض والذي يحدد تأثير التهاب المفاصل الروماتويدي على جودة حياة المريض. يحتوي استبيان جودة الحياة لالتهاب المفصل الروماتويدي على 30 عنصرًا بتنسيق استجابة نعم ولا،  ويستغرق إكماله حوالي ست دقائق.
الدرجات في استبيان جودة الحياة لالتهاب المفصل الروماتويدي هيَ مجموع جميع درجات العناصر الفردية مع نطاق من 0-30، مع درجة أقل تشير إلى نوعية حياة أفضل. استبيان جودة الحياة لالتهاب المفصل الروماتويدي هوَ استبيان تقييم ذاتي، مما يعني أنَ المرضى يملأون الاستبيان بأنفسهم لتجنب الخطأ التجريبي.

## تاريخ
طورَ استبيان جودة الحياة لالتهاب المفصل الروماتويدي بواسطة أبحاث جالينوس وجامعة ليدز والمركز الطبي الجامعي بماستريخت، ونُشرَ لأول مرة في عام 1997. كان أول مريض أكمل استبيان جودة الحياة الذي ركز على التهاب المفاصل الروماتويدي، وهوَ يختلف عن الاستبيانات الأخرى لأنه يشمل الاتصال الجسدي كبعد من أبعاد نوعية الحياة. تشمل الأبعاد الأخرى أنشطة الحياة اليومية، والتفاعل/الوظيفة الاجتماعية، والعواطف، والمزاج والترفيه والتسلية.

## استخدام دولي
منذ تطويره، تُرجِم استبيان جودة الحياة لالتهاب المفصل الروماتويدي إلى 33 لغة أخرى غير الهولندية والإنجليزية البريطانية. أُجريت دراسات التحقق في بلدان مثل: السويد، الأرجنتين، وأستراليا، من أجل تأكيد استجابة وصحة التعديلات اللغوية.
اُستخدمَ استبيان جودة الحياة لالتهاب المفصل الروماتويدي في الدراسات السريرية من أجل تأكيد فعالية العلاجات المقترحة لالتهاب المفاصل الروماتويدي. وقد اُستخدمَ من أجل تأكيد فعالية توسيليزوماب، وإنفليكسيماب.